# Posada de Valdeón
Posada de Valdeón (en leonés, Posá de Valdión) es un municipio y villa española de la provincia de León, en la comunidad autónoma de Castilla y León. Cuenta con una población de 405 habitantes (INE 2024). Se encuentra dentro del Parque nacional de Picos de Europa.

## Núcleos de población
La capital de este municipio es Posada de Valdeón, pero a su vez podemos encontrar otras localidades como:
- Caín de Valdeón
- Santa Marina de Valdeón
- Caldevilla de Valdeón
- Cordiñanes de Valdeón
- Los Llanos de Valdeón
- Prada de Valdeón
- Soto de Valdeón

## Historia
Posada fue la capital del concejo medieval de Valdeón, formado también por las poblaciones de Los Llanos, Prada, Cordiñanes, Soto y Caldevilla. A diferencia de los concejos de Caín y Santa Marina que fueron de señorío, el concejo de Valdeón fue de realengo durante toda su historia.
Su actual iglesia parroquial dedicada a Santa Eulalia está documentada desde 1098 y a mediados del siglo XII ya era una parroquia. En ella se conserva una pila bautismal románica con una inscripción fechada en la era de 1196, que corresponde a 1158.
Una necrópolis medieval, excavada y puesta en valor, indica el lugar del emplazamiento de la antigua iglesia de San Pedro de Barrejo, documentada en 1098 y 1113. Recientemente se han encontrado los restos de una iglesia posiblemente medieval que pudo estar dedicada a San Juan. Y existió también otro monasterio llamado de San Sebastián, documentado en 1093 y 1189, que debió estar situado en el paraje así llamado de Los Llanos, en donde también aparecieron enterramientos medievales compuestos por tumbas de lajas.
En el término municipal del antiguo concejo de Valdeón se encontraba además el monasterio de San Isidoro, construido por los monjes de Santa Marina de Valdeón en Corona alrededor de 1093. Y la actual iglesia parroquial de San Pedro de Soto fue asimismo otro monasterio con comunidad de hermanos a comienzos del siglo XII.

## Geografía
El valle en el que se localiza se encuentra enclavado entre los macizos occidental y central de los Picos de Europa por lo que se lo conoce como el corazón de los Picos de Europa. Lo atraviesa el río Cares de sur a norte. El último pueblo del valle es Caín de Valdeón, desde donde podemos empezar la ruta del Cares, que nos lleva a Puente Poncebos en Asturias.
En este municipio se sitúa el punto más alto de los Picos de Europa, Torre Cerredo, compartido con Asturias. Parte de su territorio se incluyó en el primer parque nacional de España (P. N. de la montaña de Covadonga) creado en 1918.

### Clima
Según la clasificación climática de Köppen Posada de Valdeón se encuadra en la variante Cfb, es decir, clima oceánico de verano templado y sin estación seca, con la temperatura media de cada uno de los cuatro meses más cálidos de 10 °C o más y la temperatura del mes más cálido por debajo de 22 °C. Sobre la base de los datos de las estaciones meteorológicas situadas en Espinama y Santa Marina de Valdeón, a 11 y 3 kilómetros de distancia respectivamente, los parámetros climáticos promedio aproximados del municipio son los siguientes:
| Parámetros climáticos promedio de Espinama (temperaturas) y Santa Marina de Valdeón (precipitaciones)                    | Parámetros climáticos promedio de Espinama (temperaturas) y Santa Marina de Valdeón (precipitaciones) | Parámetros climáticos promedio de Espinama (temperaturas) y Santa Marina de Valdeón (precipitaciones) | Parámetros climáticos promedio de Espinama (temperaturas) y Santa Marina de Valdeón (precipitaciones) | Parámetros climáticos promedio de Espinama (temperaturas) y Santa Marina de Valdeón (precipitaciones) | Parámetros climáticos promedio de Espinama (temperaturas) y Santa Marina de Valdeón (precipitaciones) | Parámetros climáticos promedio de Espinama (temperaturas) y Santa Marina de Valdeón (precipitaciones) | Parámetros climáticos promedio de Espinama (temperaturas) y Santa Marina de Valdeón (precipitaciones) | Parámetros climáticos promedio de Espinama (temperaturas) y Santa Marina de Valdeón (precipitaciones) | Parámetros climáticos promedio de Espinama (temperaturas) y Santa Marina de Valdeón (precipitaciones) | Parámetros climáticos promedio de Espinama (temperaturas) y Santa Marina de Valdeón (precipitaciones) | Parámetros climáticos promedio de Espinama (temperaturas) y Santa Marina de Valdeón (precipitaciones) | Parámetros climáticos promedio de Espinama (temperaturas) y Santa Marina de Valdeón (precipitaciones) | Parámetros climáticos promedio de Espinama (temperaturas) y Santa Marina de Valdeón (precipitaciones) |
| Mes | Ene.                                                                                                  | Feb.                                                                                                  | Mar.                                                                                                  | Abr.                                                                                                  | May.                                                                                                  | Jun.                                                                                                  | Jul.                                                                                                  | Ago.                                                                                                  | Sep.                                                                                                  | Oct.                                                                                                  | Nov.                                                                                                  | Dic.                                                                                                  | Anual                                                                                                 |
| --- | --- | --- | --- | --- | --- | --- | --- | --- | --- | --- | --- | --- | --- |
| Temp. media (°C) | 5.20                                                                                                  | 6.80                                                                                                  | 8.70                                                                                                  | 9.40                                                                                                  | 12.50                                                                                                 | 15.60                                                                                                 | 18.60                                                                                                 | 18.60                                                                                                 | 16.20                                                                                                 | 12.60                                                                                                 | 8.70                                                                                                  | 6.60                                                                                                  | 11.6                                                                                                  |
| Precipitación total (mm)                                                                                                 | 103.20                                                                                                | 91.80                                                                                                 | 76.80                                                                                                 | 106.90                                                                                                | 112.10                                                                                                | 59.00                                                                                                 | 46.30                                                                                                 | 43.00                                                                                                 | 74.50                                                                                                 | 107.40                                                                                                | 118.90                                                                                                | 119.00                                                                                                | 1058.9                                                                                                |
| Fuente: Ministerio de Agricultura, Pesca y Alimentación. Datos de precipitación (1966-1998) y de temperatura (1984-1995) | | | | | | | | | | | | | |

En la madrugada del 7 de enero de 2021, en la Vega de Liordes, situada en la vertiente leonesa de los Picos de Europa, se registraron 35,8 grados bajo cero, la temperatura más fría jamás registrada en España hasta ese momento.

## Demografía
Cuenta con una población de 405 habitantes (INE 2024).
| Gráfica de evolución demográfica de Posada de Valdeón entre 1842 y 2021                                               |
| |
| Población de derecho según los censos de población del INE. Población de hecho según los censos de población del INE. |

## Cultura

### Gastronomía
La zona es famosa por el queso de Valdeón, y sus productos derivados como la crema. También la miel y carne de este lugar es muy apreciada.

## Ciudades hermanadas
La localidad de Posada de Valdeón participa en la iniciativa de hermanamiento de ciudades promovida, entre otras instituciones, por la Unión Europea. A partir de esta iniciativa se han establecido lazos con las siguientes localidades:
|                    | País    | Localidad |
| Bandera de Francia | Francia | Annoix    |
| ------------------ | ------- | --------- |